# Terminator Salvation
Terminator Salvation är en amerikansk science fiction-action film i regi av Joseph McGinty Nichol med Christian Bale, Anton Jeltjin och Sam Worthington i huvudrollerna. Det är den fjärde filmen i Terminator-serien. Filmen hade biopremiär i USA den 21 maj 2009

## Handling
Året är 2018 och världen är totalförstörd av det kärnvapenkrig som superdatorn Skynet har orsakat. John Connor (Christian Bale) och en grupp soldater från motståndsrörelsen hittar en bunker under observatoriet Very Large Array. De upptäcker att maskinerna experimenterar med mänskliga fångar med målet att ge den nya Terminator T-800 biologiska komponenter. Basen förstörs i en kärnvapen-explosion men John klarar sig som enda synliga överlevande och återvänder med helikopter till motståndsrörelsens huvudkvarter, belägen i en atomubåt. 
Motståndsrörelsen har under Johns frånvaro upptäckt en radiofrekvens som tros kunna stänga av maskinerna. De planerar en attack mot Skynets bas i San Francisco som svar på en uppsnappad dödslista med tecken på att Skynet planerar att eliminera motståndsrörelsens högsta befäl inom fyra dagar. John finner sitt eget namn som nummer två på listan efter Kyle Reese (Anton Jeltjin). De övriga befälen är oförstående till Kyles namn men John vet att det är för att Kyle senare kommer att bli hans fader. Nu måste John göra en egen plan för att rädda Kyle.

## Om filmen
- Filmen hade en budget på 200 miljoner dollar.
- Det tog 77 dagar att göra filmen, och produktionen började i delstaten New Mexico i maj 2008.
- Tre trailers släpptes innan premiären.
- Arnold Schwarzenegger, som spelat huvudrollen i de tidigare filmerna, dyker upp i digital form som Terminatormodellen T-800 som ska döda John Connor.[2]
- Terminator Salvation släpptes på DVD och Blu-ray den 9 december 2009.
- Terminator Salvation var tänkt att starta en trilogi med Christian Bale men istället ledde produktionen - trots vinsten - till att filmbolaget Halcyon fick stora ekonomiska problem.[3]
- Detta är den första filmen som inte fokuserar på tidsresor som tidigare filmer. Filmen utspelar sig efter den tredje Terminatorfilmen, och innan den första.

Filmen hade Sverigepremiär den 3 juni 2009.

## Rollista
| Christian Bale        | – John Connor     |
| Sam Worthington       | – Marcus Wright   |
| Anton Jeltjin         | – Kyle Reese      |
| Moon Bloodgood        | – Blair Williams  |
| Bryce Dallas Howard   | – Kate Connor     |
| Common                | – Barnes          |
| Michael Ironside      | – General Ashdown |
| Roland Kickinger      | – T-800           |
| Arnold Schwarzenegger | – (Cameo)         |

## Mottagande
Filmen har fått ett blandat mottagande från både kritiker och fans. Det allmänna intrycket är att filmen inte når upp till samma höjder som de första två filmerna i serien men att den slår sin föregångare Terminator 3. Svenska dagbladet kallar filmen för en "högljudd dussinaction utan charm och humor". Aftonbladet beskriver filmen som "hyfsad sommaraction med snygga explosioner i slowmotion och bra effekter".